# Danh sách khách mời của Tổ đội "1 không 2"
Sau đây là danh sách các khách mời của chương trình truyền hình thực tế Tổ đội "1 không 2".

## Danh sách
| Mùa | Tập | Khách mời       | Tên thật          | Ngày sinh  | Nghề nghiệp                  |
| --- | --- | --------------- | ----------------- | ---------- | ---------------------------- |
| 1   | 1-2 | Kiều Minh Tuấn  | Kiều Minh Tuấn    | 26/02/1988 | Diễn viên                    |
| 1   | 1-2 | Rhyder          | Nguyễn Quang Anh  | 18/03/2001 | Ca sĩ, rapper                |
| 1   | 1-2 | JSOL            | Nguyễn Thái Sơn   | 21/07/1997 | Ca sĩ                        |
| 1   | 3-4 | Pháp Kiều       | Nguyễn Thiện Pháp | 20/11/2001 | Ca sĩ, rapper                |
| 1   | 3-4 | Nicky           | Trần Phong Hào    | 06/03/1995 | Ca sĩ                        |
| 1   | 5-6 | Huỳnh Lập       | Huỳnh Ngọc Lập    | 17/05/1993 | Diễn viên, nhà sản xuất phim |
| 1   | 5-6 | Phương Mỹ Chi   | Phương Mỹ Chi     | 13/01/2003 | Ca sĩ, nhạc sĩ               |
| 1   | 5-6 | Tiêu Minh Phụng | Tiêu Minh Phụng   | 1997       | Ca sĩ, rapper, diễn viên     |
| 1   | 7   | Quốc Anh        | Trần Quốc Anh     | 1/04/1998  | Diễn viên                    |
| 1   | 8   | Captain Boy     | Hoàng Đức Duy     | 11/06/2003 | Ca sĩ, rapper                |
| 1   | 8   | OgeNus          | Nguyễn Tuấn Duy   | 18/09/1997 | Ca sĩ, rapper                |